# Finnøy kommun
Finnøy kommun (norska: Finnøy kommune) var en kommun i Rogaland fylke i sydvästra Norge. Kommunens centralort var tätorten Judaberg.

## Administrativ historik
Finnøy kommun upprättades den 1 januari 1838 (som Finnø formannskapsdistrikt) när Formannskapslovene från 1837 trädde i kraft. Kommunen omfattade då ett område i den norra delen av nuvarande Stavangers kommun (området kring öarna Finnøy, Talgje och Fogn).
Den 1 juli 1918 överfördes ett bebott område (med 72 invånare) från Finnøy kommun till Rennesøy kommun.
Den 1 januari 1965 gick Sjernarøy kommun samt delar av kommunerna Fister (Fisteröarna) och Jelsa (området på ön Ombo förutom Buergårdarna) upp i Finnøy kommun. Kommunen ökade då från 1 716 invånare före sammanslagningen till 2 870 invånare efter.
Den 31 december 2019 upphörde kommunen då den tillsammans med Rennesøy kommun slogs ihop med Stavangers kommun.

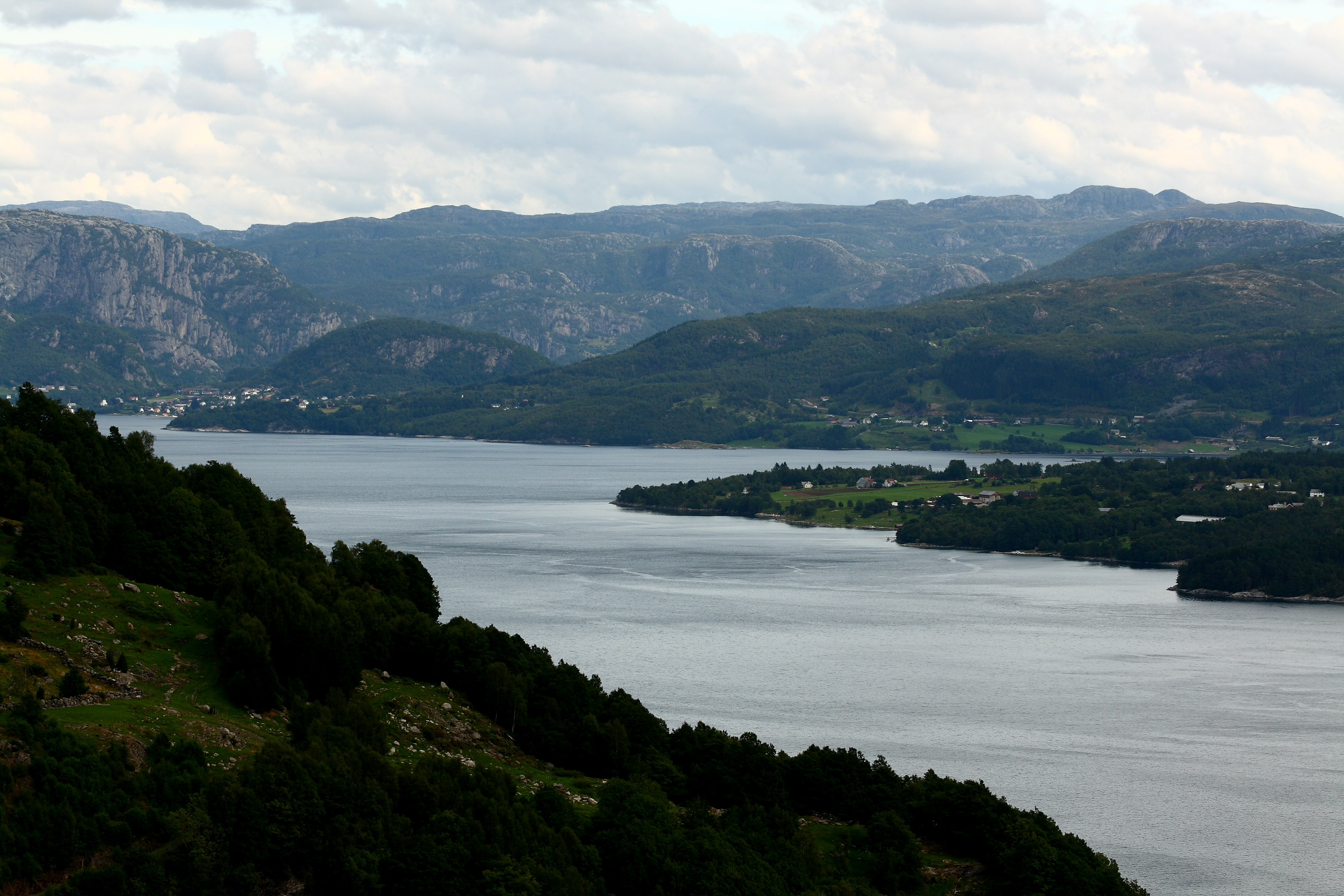
Ombo.